# 黑城镇 (邢台市)

黑城镇是中国河北省邢台市临城县下辖的一个镇。

## 沿革
黑城镇的前身是1958年设立的黑城公社。1966年因“黑城”这个名字不吉利，而改为红城公社，1981年改回黑城公社，1984年改区划类型为乡。2021年4月，邢台市人民政府宣布撤销黑城乡，设立黑城镇。

## 行政区划
黑城镇下辖黑城村、前都丰村、后都丰村、丰盈村、钱家韩村、候家韩村、魏村、南寨村、南白鸽井村、北白鸽井村、竹壁村、辛庄村、西牟村、东牟村、刘家洞村、祁村、石固村、乔家庄村、灰卜村、东双井村、西双井村、胶泥沟村、王家庄村、山口村、李家庄村、阎庄村、董家庄村、赵家庄村。
1. ↑  .   [2021年7月18日17点13分]. （原始内容存档于2021年7月18日）.
2. ↑  .   [2021年8月6日10时40分]. （原始内容存档于2021年12月2日） （中文）.
3. ↑  . 2021-04-27  [2023-08-21]. （原始内容存档于2023-08-21）.